# Cizancourt
Cizancourt è un comune francese di 45 abitanti situato nel dipartimento della Somme nella regione dell'Alta Francia.

## Società

### Evoluzione demografica
Abitanti censiti